# Пашкевич Анатолій Максимович
Анато́лій Макси́мович Пашке́вич  (*11 лютого 1938, Довбиш, Баранівський район, Житомирської області — 8 січня 2005, Черкаси) — український хоровий диригент, композитор, Народний артист УРСР (1985). Батько Пашкевич Максим Дмитрович, мачуха Наталуша Ніна Кирилівна, яка була законною дружиною Максима Дмитровича. Проживали у с. Баранівка. Зі сторони мачухи є дві зведені сестри Ніна та Надія, які проживають у Києві. А також племінники: діти Ніни — Ганна та Максим, і Надії — Вячеслав та Наталія Литвиненко.
Син Пашкевич Максим Анатолійович.
Доньки Оксана (найстарша), Олеся, Ярослава.
Автор ряду популярних пісень, зокрема «Степом, степом», «Батькове серце» та інших.

## Біографія
Народився 11 лютого 1938 в с. Довбиш Житомирської області.
Після невдалої спроби вступити до Київського музичного училища ім. Глієра, вступає на всесоюзні курси підготовки керівників художньої самодіяльності, які відкрились при Новоград-Волинському будинку культури. Закінчивши курси, він вирішує попробувати щастя у Москві, де при Всесоюзному будинку народної творчості відкривалися заочні музичні курси. Навчатися довелося одночасно із службою в армії — доля завела його у Північний морський флот. Після закінчення строкової служби Пашкевича залишали баяністом у матроському ансамблі, але він повернувся у рідну Баранівку, організував там вокальний ансамбль, самодіяльний хор, здобував перемоги на численних олімпіадах та оглядах. На одному з оглядів у Києві сам Григорій Верьовка високо оцінив творчі здібності й талант молодого керівника ансамблю. Через кілька років ансамблю було присвоєно звання народного.
У 1963—1978 очолював Черкаський, в 1978—1989 — Волинський, у 1989—2005 — Чернігівський народні хори.

## Твори
- Ораторія «Крик попелу».
- Кантата «Чернігівські дзвони».
- Пісні «Степом, степом», «Горить Батурин», «Дума про Берестечко», «Мамина вишня», «Синові», «До сина», «Біла хата», «А мати ходить на курган», «Материнська пісня», «А у нас на Україні», «Свитязь», «Лебедем злетіла хата біла», «Ой ти ніченько», «Гуси летіли» та багато інших.
- Обробки народних пісень.
- Музика до твору Д.Луценко «Пісня про хліб»

## Вшанування пам'яті

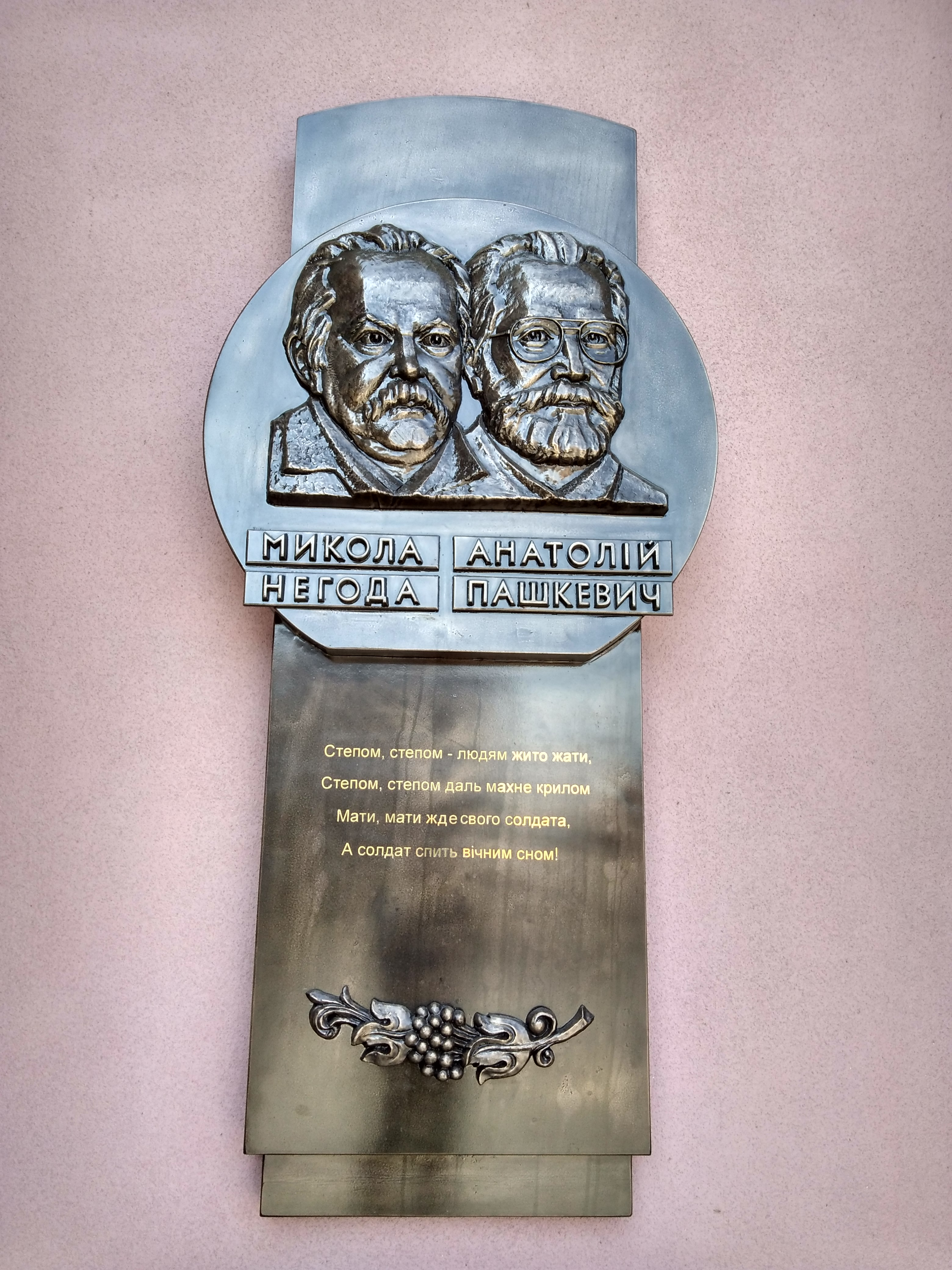
M. Negoda & A. Pashkevych.jpg

У Черкасах існує провулок Анатолія Пашкевича.
У Черкасах у 2018 році на будівлі обласної філармонії встановлено меморіальну дошку.